# 阿普利亚 (摩托车公司)

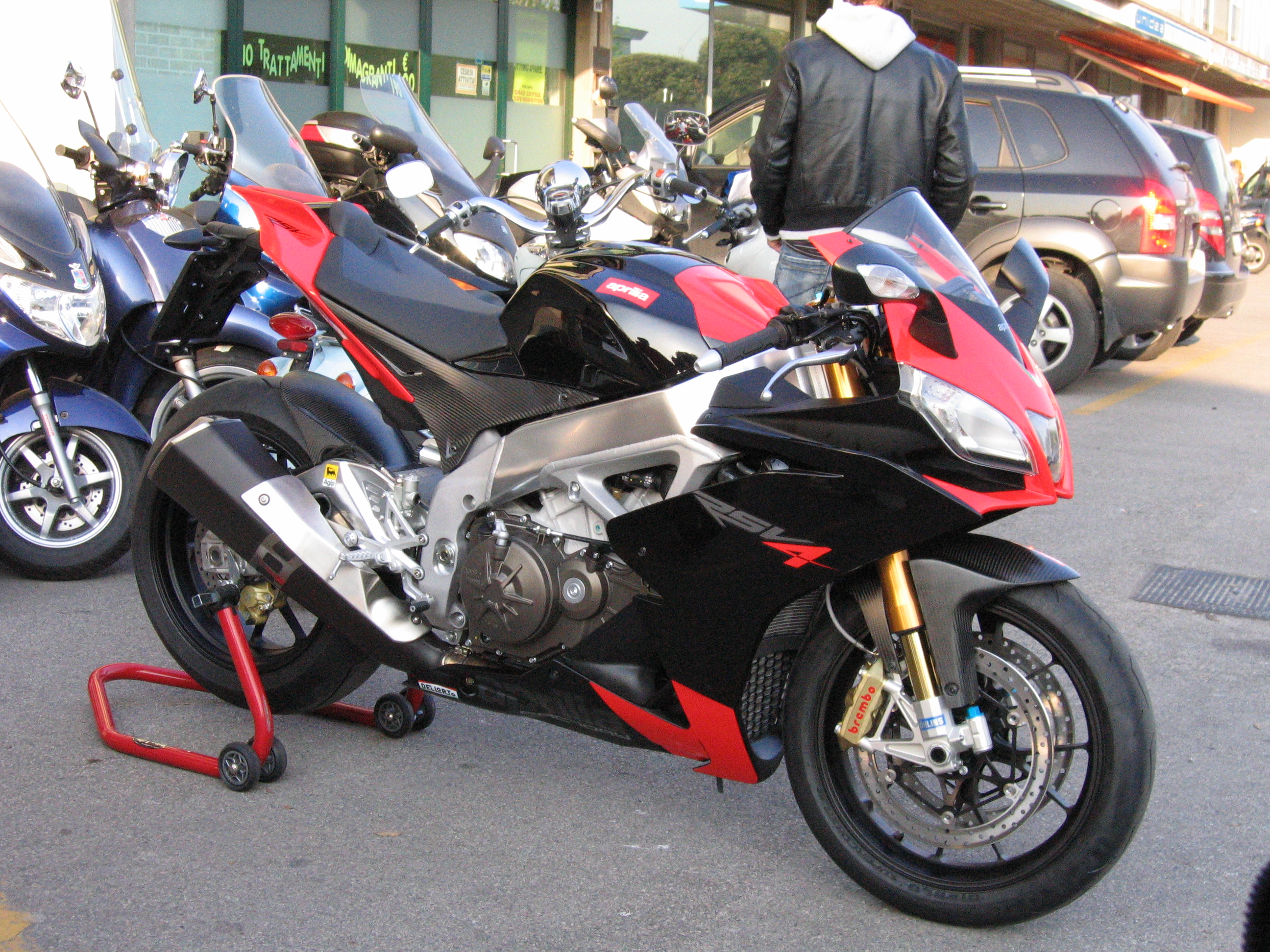
阿普利亚RSV4型摩托车

阿普利亚（義大利語：Aprilia）是意大利摩托车制造公司比亚乔旗下的一个子品牌，旗下的产品为摩托车。该公司于1968年生产出第一辆摩托车。在创立之初，以制造速克達及小排量摩托车为主。1980年代，阿普利亚也开始制造越野摩托车、运动型摩托车，并开始参加多项摩托车比赛，取得数十次冠军。如今，阿普利亚成为欧洲著名摩托车品牌之一。2004年，该品牌被比亚乔收购。 
阿普利亚较著名的摩托车产品包括阿普利亚RSV4运动型摩托车、阿普利亚RXV/SXV越野摩托车系列。